# 洛里埃路

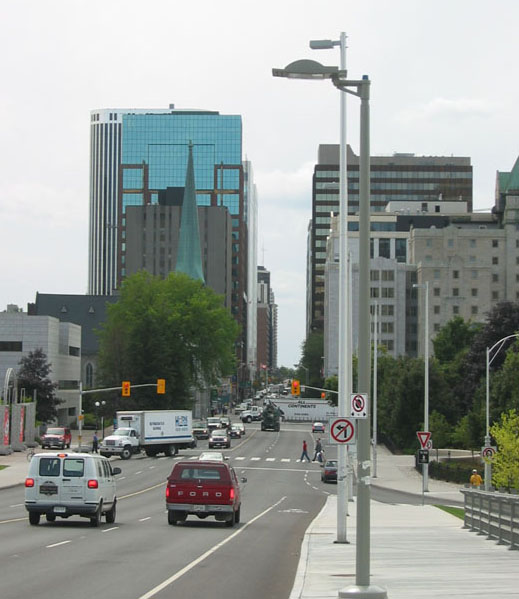
橋上西望洛里埃路

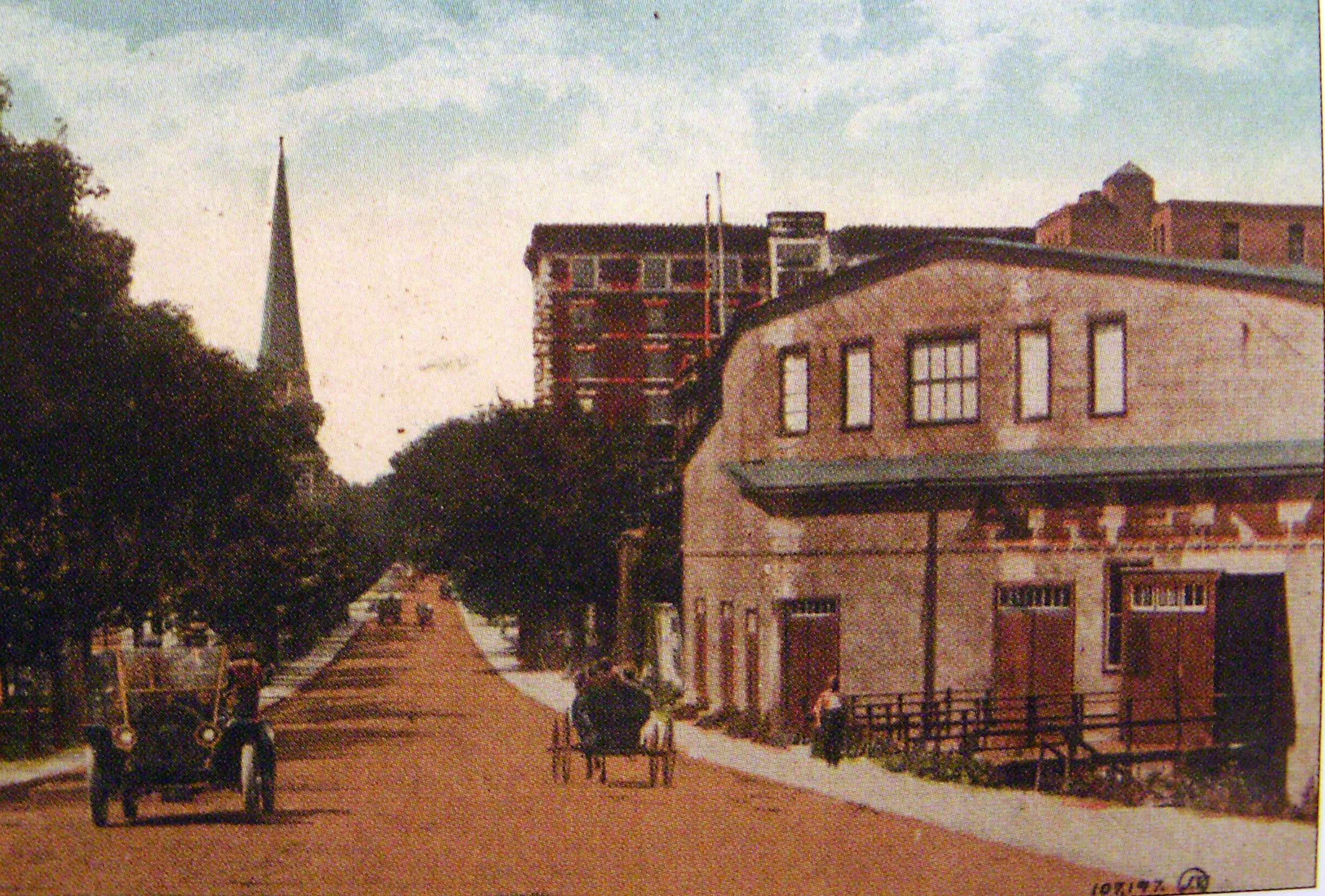
攝於1910年

洛里埃路（英語：Laurier Avenue；渥太華48號市道）是加拿大安大略省渥太華的一條的東西向街道，貫穿該市中央。街道初名為「瑪利亞街」（Maria Street；禾拉街以西）及「狄奧多街」（Theodore Street；禾拉街以東），為紀念加拿大總理威爾弗里德·洛里埃爵士而更為現名。洛里埃府原是洛里埃總理及威廉·萊昂·麥肯齊·金總理的官邸，位於洛里埃東路夾教堂街（Chapel Street）處。

## 路線概述

### 布朗臣路至麗都運河
洛里埃路貫穿渥太華市中心。從布朗臣路東部到洛里埃路的南側幾乎都是高層建築，從洛里埃路的住宅大廈開始，再往東是商業及政府辦公樓宇。位於洛里埃路南側，銀行街與奧干拿街之間，是加拿大財政部的主樓。渥太華公共圖書館的主要分館位於洛里埃路夾麥卡菲街處，渥太華大會堂位於洛里埃路南側，伊利近街與伊利沙伯女皇徑之間。渥太華大會堂旁邊是卡提耶廣場訓練大廳，每日的衛兵換崗儀式從此處開始。洛里埃路北側，大會堂對面，是聯邦廣場。洛里埃路於2011年被選為渥太華第一條擁有完全隔離單車徑的街道。

### 麗都運河至麗都河
街道經由洛里埃路橋穿過麗都運河，經過國防總部，然後穿過渥太華大學校園。然後穿過桑迪山社區，經過許多大使館附近。伊拉克大使館（前為安哥拉大使館）位於洛里埃路夾英皇愛德華路處。街道最終止於莎樂街（Charlotte Street），即將延伸至麗都河之前，位於士達孔拿公園，接近俄羅斯大使館。

## 外部連結
维基共享资源上的相關多媒體資源：洛里埃路